# Statistiques et records du football en Espagne
Cet article détaille les records du football en Espagne. Sauf indication contraire, les données viennent de La Liga. Cet article comprend également des records de la Coupe du Roi.

## Liga
Les records dans cette section se réfèrent à La Liga, depuis sa fondation en 1929 jusqu'à maintenant.

### Titres
- Plus de titres : 36, Real Madrid
- Plus de titres consécutifs : 5, Real Madrid (à deux reprises) : (1960-1961, 1961-1962, 1962-1963, 1963-1964, 1964-1965) & (1985-1986, 1986-1987, 1987-1988, 1988-1989, 1989-1990)[1]

### Plus grand nombre d'éditions jouées
- Plus grand nombre d'éditions jouées : 92 (jusqu'à la saison 2022-2023) 
  - Athletic Bilbao (depuis 1929)
  - Barcelone (depuis 1929)
  - Real Madrid (depuis 1929)

### Matchs gagnés
- Plus grand nombre de victoires : 1 700, Real Madrid
- Plus de victoires en une saison : 32, Real Madrid (2011-2012)[2],[3], FC Barcelone (2012-2013)
- Plus de victoires à domicile en une saison : 18 :
  - Real Madrid (1987-1988) et (2009-2010)[4]
  - FC Barcelone (2009-2010) et (2012-2013)

- Plus de victoires à l'extérieur en une saison : 16, Real Madrid (2011-2012)
- Plus de matchs gagnés consécutivement : 16, Barcelone (2010-2011)[5], Real Madrid (2016-2017)
- Plus de matchs gagnés à domicile consécutivement : 39, FC Barcelone (du 16 février 1958 au 6 novembre 1960)[6],[7],[8],[9]
- Plus de matchs gagnés à l'extérieur consécutivement : 12, FC Barcelone (du 1er mai 2010 au 12 février 2011)[5],[10]
- Moins de matchs gagnés en une saison : 2 :
  - Sporting Gijón (1997–1998)[11]
  - Logroñés (1994–1995)[12]
  - Celta Vigo (1943–1944)[13]
  - Real Betis (1942–1943)[14]
- 100 % de victoires à domicile en une saison :
  - Athletic Bilbao (9 matchs ; 1933–1934)[15]
  - Athletic Bilbao (11 matchs ; 1935–1936)[16]
  - FC Barcelone (13 matchs ; 1948–1949)[17]
  - FC Barcelone (15 matchs ; 1952–1953)[18]
  - Seville (15 matchs ; 1956–1957)[19]
  - FC Barcelone (15 matchs ; 1958–1959)[20]
  - FC Barcelone (15 matchs ;1959–1960)[21]
  - Real Madrid (15 matchs ; 1959–1960)[21]
  - Real Madrid (15 matchs ; 1962–1963)[22]
  - Real Madrid (17 matchs ; 1985–1986)[23]
- Plus longue série de victoires depuis le début de la saison : 9, Real Madrid (1968–1969)

### Matchs nuls
- Plus de matchs nuls : 627, Athletic Bilbao
- Plus de matchs nuls en une saison : 18, Deportivo La Corogne (2015-2016)[24]
- Plus de matchs nuls consécutifs : 9, Burgos, (du 30 avril 1978 au 28 octobre 1978)[25],[26]

### Matchs perdus
- Plus de matchs perdus : 1 058, Espanyol 8vs1 Real Madrid
- Plus de matchs perdus en une saison : 29, Sporting de Gijón (1997-1998)
- Plus de matchs perdus consécutivement en une saison : 11, Las Palmas (du 13 décembre 1959 au 28 février 1960)
- Plus de matchs perdus consécutivement en une saison à domicile : 9, Córdoba (depuis le 24 janvier 2015)
- Plus de matchs perdus consécutivement en une saison à l'extérieur : 25, Hércules (11 septembre 1955 au 26 février 1967)
- Moins de matchs perdus en une saison : 0
  - Athletic Bilbao, (1929-1930)[27]
  - Real Madrid, (1931-1932)[28]
- Moins de matchs perdus en une saison dans le format actuel : 1 :
  - Real Madrid (1988-1989)[29] Real Madrid (2023-2024)
  - FC Barcelone (2009-2010) & (2017-2018)

### Points
- Plus de points gagnés : 4 992, Real Madrid[30]
- Plus de points gagnés en une saison : 100 (87,72 % des points), Real Madrid (2011–2012) et FC Barcelone (2012–2013)[31],[32],[33]
- Plus de points gagnés en une saison à domicile : 55, FC Barcelone (2009-2010)[34].
- Plus de points gagnés en une saison à l'extérieur : 50, Real Madrid (2011–2012)
- Plus de points gagnés en première partie de saison : 55, FC Barcelone (2012-2013)
- Plus de points gagnés en deuxième partie de saison : 52, Real Madrid (2009-2010)
- Plus de points gagnés en une saison (2 points par victoire, 18 matchs) : 30, Athletic Bilbao (1929–1930)[35]
- Plus de points gagnés en une saison (2 points par victoire, 22 matchs) : 34, Betis Balompié (1934–1935)[36]
- Plus de points gagnés en une saison (2 points par victoire, 26 matchs) : 40, Valencia (1941–1942 et 1943–1944)[37]
- Plus de points gagnés en une saison (2 points par victoire, 30 matchs) : 52, Real Madrid (1960–1961)[38]
- Plus de points gagnés en une saison (2 points par victoire, 34 matchs) : 56, Real Madrid (1985–1986)[39]
- Plus de points gagnés en une saison (2 points par victoire, 38 matchs) : 62, Real Madrid (1987–1988, 1988–1989 et 1989–1990)[40],[41]
- Plus de points gagnés en une saison (2 points par victoire, 44 matchs) : 66, Real Madrid (1986-1987)[42]
- Plus de points gagnés en une saison (3 points par victoire, 42 matchs) : 92, Real Madrid (1996–1997)[43]
- Plus de points gagnés en une saison (3 points par victoire, 38 matchs) : 100, Real Madrid (2011-2012) et FC Barcelone (2012-2013)
- Moins de points en une saison (2 points par victoire) : 9, Celta Vigo (1942–1943)[44]
- Moins de points en une saison (3 points par victoire) : 13, Sporting Gijón (1997–1998)[45]

### Série de matchs sans défaite
- Plus grand nombre de matchs consécutifs sans défaite : 43 , FC Barcelone (du 15 avril 2017 au 6 mai 2018 )
- Plus grand nombre de matchs consécutifs sans défaite à domicile : 121, Real Madrid (du 17 février 1957 au 7 mars 1965)[46]
- Plus grand nombre de matchs consécutifs sans défaite à l'extérieur : 23, FC Barcelone (du 14 février 2010 au 30 avril 2011)[47]

### Série de matchs sans victoire
- Plus grand nombre de matchs consécutifs sans victoire à domicile : 24, Sporting de Gijón (du 22 juin 1997 au 8 février 1998)[48]
- Plus grand nombre de matchs consécutifs sans victoire à l'extérieur : 72, Hércules (du 8 décembre 1940 au 12 mars 1967)[49]

### Série de matchs sans marquer
- Plus grand nombre de matchs consécutifs sans marquer : 8  :
  - Sabadell (du 27 septembre 1987 au 6 décembre 1987)[50]
  - Deportivo Castellón (du 28 octobre 1990 au 6 janvier 1991)[51]
- Plus grand nombre de matchs consécutifs sans marquer à domicile : 7, Athletic Bilbao (du 6 janvier 1996 au 7 avril 1996)[52]
- Plus grand nombre de matchs consécutifs sans marquer à l'extérieur : 12, Deportivo (du 17 janvier 1965 au 4 décembre 1966)[53]
- Plus grand nombre de matchs consécutifs sans marquer à l'extérieur en une seule saison : 11, Hércules (du 17 novembre 2010 au 3 avril 2011)

### Série de matchs sans encaisser de buts
- Plus grand nombre de matchs consécutifs sans encaisser de buts : 13, Atlético de Madrid (du 2 décembre 1990 au 17 mars 1991)[54]
- Plus grand nombre de matchs consécutifs sans encaisser de buts à domicile : 12, FC Barcelone (du 23 avril 2011 au 15 janvier 2012)
- Plus grand nombre de matchs consécutifs sans encaisser de buts à l'extérieur : 7, FC Barcelone (du 1er novembre 1986 au 7 février 1987)
- Plus grand nombre de matchs sans encaisser de buts en une saison : 26, Deportivo (1993-1994)

### Apparitions
- Le plus d'apparitions en liga : 622, Andoni Zubizarreta[55]
- Le plus d'apparitions dans un seul club : 550, Raúl
- Le plus d'apparitions pour un joueur non-espagnol : 520, Lionel Messi (au 17 mai 2021) 520, Antoine Griezmann ( au 16 mars 2025)
- Plus vieux joueur : Ricardo, 41 ans, 5 mois et 2 jours (Osasuna - Real Madrid, 1er juin 2013)[56]
- Plus vieux joueur dans des circonstances exceptionnelles : Harry Lowe (en), 48 ans, 7 mois et 12 jours (Real Sociedad -Valence, 24 mars 1935)[57] (Real Sociedad a dû faire jouer Lowe pour remplacer un joueur malade, l'équipe n'avait pas d'autres remplaçants pour des raisons financières.)
- Plus jeune joueur : Sansón, 15 ans, 8 mois et 11 jours[58],[59] (Celta de Vigo - Sevilla, 31 décembre 1939)

### Buts

#### Par équipe
- Plus de buts marqués en une saison : 121, Real Madrid (2011-2012)[60]

- Plus de buts marqués à domicile en une saison : 78, Real Madrid
- Plus de buts marqués à l'extérieur en une saison : 58, Real Madrid (2016-2017)[61]
- Plus grand nombre de matchs où un but a été marqué : 38, Real Madrid (2016-2017)[62]
- Plus petit nombre de buts marqués en une saison : 15, Logroñés (1994-1995)
- Plus grand nombre de buts encaissés par une équipe en une saison : 134, UD Lleida (1950-1951)
- Moins de buts encaissés par une équipe en une saison : 15, Real Madrid (1931-1932)
- Moins de buts encaissés en une saison à domicile : 2 , Córdoba (1964–65)
- Meilleure différence de buts : +89, Real Madrid (2011-2012)[63] et FC Barcelone (2014-2015)
- Pire différence de buts : -93, UE Lleida (1950-1951)

#### Individuelle
- Plus de buts marqués (global) : 474, Lionel Messi (au 17 mai 2021)
- Plus grand nombre de trophées Pichichi de Meilleur buteur de la Liga : 8, Lionel Messi
- Plus de buts marqués à domicile en une saison : 35, Lionel Messi (2011-2012)
- Plus de buts marqués à l'extérieur en une saison : 24, Lionel Messi (2012-2013)[64]
- Plus de matchs où un même joueur a marqué sur une saison : 27, Lionel Messi (2012-2013) et Cristiano Ronaldo (2011-2012)
- Plus de matchs à domicile où un même joueur a marqué sur une saison : 16, Lionel Messi (2011-2012)
- Plus de matchs à l'extérieur où un même joueur a marqué sur une saison : 15, Lionel Messi (2012-2013)
- Joueur ayant marqué contre le plus d'équipes : 38, Lionel Messi[65]
- Joueur ayant marqué contre le plus d'équipes en une saison : 19 :
  - Ronaldo pour le FC Barcelone (1996–1997) (en 37 matchs sur 42 matchs possibles)
  - Cristiano Ronaldo pour le Real Madrid (2011–2012) (en 38 matchs sur 38 matchs possibles) [66]
  - Lionel Messi pour le FC Barcelone (2012–2013) (en 32 matchs sur 38 matchs possibles)[67]
- Plus de buts dans un match : 7  :
  - Agustín Sauto Arana (Athletic Bilbao - Barcelona, 8 février 1931)
  - László Kubala (Barcelona - Sporting Gijón, 10 février 1952)[68]
- Plus de matchs consécutifs où au moins un but a été marqué par un même joueur : 21, Lionel Messi (2012-13)[69]
- Plus de matchs consécutifs où au moins un but a été marqué par un même joueur à domicile : 18, Mariano Martín (1943-1944)[70]
- Plus grand nombre de hat-tricks : 36, Lionel Messi
- Plus grand nombre de hat-tricks en une saison : 8 :
  - Cristiano Ronaldo (2014–2015)
- Hat-trick le plus rapide : Bebeto, Deportivo La Coruña - Albacete en 1995[71],[72]
- Plus grand nombre de hat-tricks consécutifs en une saison : 3, Isidro Lángara, Oviedo (1934–1935)[73]
- Plus grand nombre de pénaltys inscrits : 61 :
  - Cristiano Ronaldo[74]
- Plus grand nombre de buts de la tête inscrits : 47 :
  - Cristiano Ronaldo
- Plus jeune buteur : Fabrice Olinga, 16 ans et 98 jours (pour Málaga contre le Celta Vigo, 18 aout 2012)
- 50 buts marqués le plus rapidement : 37 matchs, Isidro Lángara (pour Oviedo (7 avril 1935)
- 100 buts marqués le plus rapidement : 82 matchs, Isidro Lángara, Oviedo[75]
- 150 buts marqués le plus rapidement : 140 matchs, Cristiano Ronaldo, Real Madrid[76]
- 200 buts marqués le plus rapidement : 178 matchs, Cristiano Ronaldo, Real Madrid[77]
- 250 buts marqués le plus rapidement : 228 matchs, Cristiano Ronaldo, Real Madrid[78]
- 300 buts marqués le plus rapidement : 286 matchs, Cristiano Ronaldo, Real Madrid[79]
- 350 buts marqués le plus rapidement : 384 matchs, Lionel Messi, FC Barcelone
- 400 buts marqués le plus rapidement : 435 matchs, Lionel Messi, FC Barcelone
- 450 buts marqués le plus rapidement : 498 matchs, Lionel Messi, FC Barcelone
- Plus grand nombre de titres du meilleur joueur de la Liga remportés : 6, Lionel Messi[80]

### Gardiens de but
- Plus grand nombre de pénaltys arrêtés : 22, Diego Alves pour UD Almeria et Valencia CF[81]
- Plus grand nombre de pénaltys arrêtés en une seule saison : 6, Diego Alves pour Valencia CF (2016-2017)[82]
- Plus grand nombre de clean-sheets dans une saison : 26, Francisco Liaño (pour Deportivo, 1993-1994)[83]
- Meilleur quota de buts encaissés en une saison[84] :
  - 1 - 0,474 buts par match (18 buts en 38 matches), Francisco Liaño (pour Deportivo, 1993-1994) et Jan Oblak (pour l'Atlético Madrid, 2015-2016)
  - 3 - 0,5 buts par match (16 buts en 32 matches), Víctor Valdés (pour Barcelone, 2010-2011)
  - 4 - 0,51 buts par match (19 buts en 37 matches), Claudio Bravo (pour Barcelone, 2014-2015)
- Plus grand nombre de clean-sheets : 233, Andoni Zubizarreta (66 pour l'Athletic Bilbao, 123 pour Barcelone et 44 pour Valence, 1981-1998)[85]
- Plus grand nombre de minutes sans encaisser de but : 1 275 minutes, Abel Resino (pour l'Atlético Madrid, 1990-1991)[86]

### Scores
- Plus large victoire : Athletic Bilbao 12-1 FC Barcelone (8 février 1931)[87]
- Plus large victoire à l'extérieur :
  - Las Palmas 0-8 Barcelone (25 octobre 1959)[88]
  - Almería 0-8 Barcelone (20 novembre 2010)
  - Cordoue 0-8 Barcelone (2 mai 2015)
  - Deportivo 0-8 Barcelone (20 avril 2016)
- Plus de buts en un match : 14, Athletic Bilbao - Racing Santander : 9-5 (5 février 1933)[89]
- Plus haut score pour un match nul : 6-6, Atlético Madrid - Athletic Bilbao (29 janvier 1950)[90]

### Discipline
- Plus de cartons rouges en un match : 6,
  - L'Espanyol (3) - Barcelone (3) (13 décembre 2003) (2 directs, 4 double cartons jaunes)
- Plus de cartons rouges dans une carrière : 19,
  - Sergio Ramos (Real Madrid) Le 2 décembre 2017, lors du match contre l'Athletic Bilbao, le défenseur madrilène reçoit 2 cartons jaune synonyme de son 19e rouge (Un record en Liga)[91].

## Records d'équipes

### Plus de points en Liga (au moins 90)
| Rang | Club            | Saison    | Points | Matchs |
| ---- | --------------- | --------- | ------ | ------ |
| 1    | Real Madrid     | 2011–2012 | 100    | 38     |
| 1    | Barcelona       | 2012–2013 | 100    | 38     |
| 3    | Barcelona       | 2009–2010 | 99     | 38     |
| 4    | Real Madrid     | 2009–2010 | 96     | 38     |
| 4    | Barcelona       | 2010–2011 | 96     | 38     |
| 5    | Real Madrid     | 2023-2024 | 95     | 38     |
| 6    | Barcelona       | 2014–2015 | 94     | 38     |
| 7    | Real Madrid     | 2016–2017 | 93     | 38     |
| 8    | Real Madrid     | 1996-1997 | 92     | 42     |
| 8    | Real Madrid     | 2010–2011 | 92     | 38     |
| 8    | Real Madrid     | 2014–2015 | 92     | 38     |
| 11   | Barcelona       | 2011–2012 | 91     | 38     |
| 11   | Barcelona       | 2015–2016 | 91     | 38     |
| 13   | Barcelona       | 1996–1997 | 90     | 42     |
| 13   | Atlético Madrid | 2013–2014 | 90     | 38     |
| 13   | Real Madrid     | 2015–2016 | 90     | 38     |
| 13   | Barcelona       | 2016–2017 | 90     | 38     |

### Plus de buts en une saison (au moins 100 buts)
| Rang | Club        | Saison    | Buts | Matchs |
| ---- | ----------- | --------- | ---- | ------ |
| 1    | Real Madrid | 2011–2012 | 121  | 38     |
| 2    | Real Madrid | 2014–2015 | 118  | 38     |
| 3    | Barcelona   | 2016–2017 | 116  | 38     |
| 4    | Barcelona   | 2012–2013 | 115  | 38     |
| 5    | Barcelona   | 2011–2012 | 114  | 38     |
| 6    | Barcelona   | 2015–2016 | 112  | 38     |
| 7    | Barcelona   | 2014–2015 | 110  | 38     |
| 7    | Real Madrid | 2015–2016 | 110  | 38     |
| 9    | Real Madrid | 1989–1990 | 107  | 38     |
| 10   | Real Madrid | 2016–2017 | 106  | 38     |
| 11   | Barcelona   | 2008–2009 | 105  | 38     |
| 12   | Real Madrid | 2013–2014 | 104  | 38     |
| 13   | Real Madrid | 2012–2013 | 103  | 38     |
| 14   | Barcelona   | 2024–2025 | 102  | 38     |
| 14   | Real Madrid | 2009–2010 | 102  | 38     |
| 14   | Real Madrid | 2010–2011 | 102  | 38     |
| 14   | Barcelona   | 1996–1997 | 102  | 42     |
| 18   | Barcelona   | 2013–2014 | 100  | 38     |

### Plus de buts en une saison, toutes compétitions confondues (au moins 150 buts)
| Rang | Club        | Saison    | Liga | Liga   | Coupe du Roi | Coupe du Roi | Europe | Europe | Autre | Autre  | Total | Total  |
| Rang | Club        | Saison    | Buts | Matchs | Buts         | Matchs       | Buts   | Matchs | Buts  | Matchs | Buts  | Matchs |
| ---- | ----------- | --------- | ---- | ------ | ------------ | ------------ | ------ | ------ | ----- | ------ | ----- | ------ |
| 1    | Barcelona   | 2011–2012 | 114  | 38     | 26           | 9            | 35     | 12     | 15    | 5      | 190   | 64     |
| 2    | Barcelona   | 2014–2015 | 110  | 38     | 34           | 9            | 31     | 13     | 0     | 0      | 175   | 60     |
| 3    | Barcelona   | 2024–2025 | 102  | 38     | 22           | 6            | 43     | 14     | 7     | 2      | 174   | 60     |
| 3    | Real Madrid | 2011–2012 | 121  | 38     | 14           | 6            | 35     | 12     | 4     | 2      | 174   | 58     |
| 5    | Real Madrid | 2016–2017 | 106  | 38     | 22           | 6            | 36     | 13     | 9     | 3      | 173   | 60     |
| 5    | Barcelona   | 2015–2016 | 112  | 38     | 27           | 9            | 22     | 10     | 12    | 5      | 173   | 62     |
| 7    | Barcelona   | 2016–2017 | 116  | 38     | 24           | 9            | 26     | 10     | 5     | 2      | 171   | 59     |
| 8    | Real Madrid | 2014–2015 | 118  | 38     | 11           | 4            | 24     | 12     | 9     | 5      | 162   | 59     |
| 9    | Real Madrid | 2013–2014 | 104  | 38     | 15           | 9            | 41     | 13     | 0     | 0      | 160   | 60     |
| 10   | Real Madrid | 1959–1960 | 92   | 30     | 35           | 9            | 31     | 7      | 0     | 0      | 158   | 46     |
| 10   | Barcelona   | 2008–2009 | 105  | 38     | 17           | 9            | 36     | 15     | 0     | 0      | 158   | 62     |
| 10   | Barcelona   | 2012–2013 | 115  | 38     | 21           | 8            | 18     | 12     | 4     | 2      | 158   | 60     |
| 13   | Real Madrid | 2012–2013 | 103  | 38     | 20           | 9            | 26     | 12     | 4     | 2      | 153   | 61     |
| 14   | Barcelona   | 2010–2011 | 95   | 38     | 22           | 9            | 30     | 13     | 5     | 2      | 152   | 62     |

### Équipe la plus efficace en Liga de la saison (au moins 3 buts par match)
| Rang | Club              | Saison    | Buts | Matchs | Ratio |
| ---- | ----------------- | --------- | ---- | ------ | ----- |
| 1    | Athletic Bilbao   | 1930–1931 | 73   | 18     | 4,06  |
| 2    | Athletic Bilbao   | 1929–1930 | 63   | 18     | 3,50  |
| 2    | Athletic Bilbao   | 1931–1932 | 63   | 18     | 3,50  |
| 4    | Athletic Bilbao   | 1933–1934 | 61   | 18     | 3,39  |
| 5    | Valencia          | 1941–1942 | 85   | 26     | 3,27  |
| 6    | Barcelona         | 1958–1959 | 96   | 30     | 3,20  |
| 7    | Real Madrid       | 2011–2012 | 121  | 38     | 3,18  |
| 8    | Atlético Aviación | 1940–1941 | 70   | 22     | 3,18  |
| 8    | Sevilla           | 1940–1941 | 70   | 22     | 3,18  |
| 10   | Real Madrid       | 2014–2015 | 118  | 38     | 3,10  |
| 11   | Barcelona         | 1951–1952 | 92   | 30     | 3,07  |
| 11   | Real Madrid       | 1959–1960 | 92   | 30     | 3,07  |
| 13   | Barcelona         | 2012–2013 | 115  | 38     | 3,02  |
| 14   | Barcelona         | 2011–2012 | 114  | 38     | 3,00  |
| 14   | Valencia          | 1948–1949 | 78   | 26     | 3,00  |

## Records individuels

### Plus de championnats gagnés
- 12, Francisco Gento (Real Madrid)[92]
- 10, Lionel Messi (FC Barcelone)

### Buteurs

#### Top 20 des buteurs de tous les temps
Les joueurs en Gras sont toujours actifs (mis à jour 1er décembre 2024)
| Rang | Nat.                   | Nom                 | Années    | Buts | Apparitions | Ratio |
| ---- | ---------------------- | ------------------- | --------- | ---- | ----------- | ----- |
| 1    | Drapeau de l'Argentine | Lionel Messi        | 2004–2021 | 474  | 520         | 0,91  |
| 2    | Drapeau du Portugal    | Cristiano Ronaldo   | 2009-2018 | 311  | 292         | 1,07  |
| 3    | Drapeau de l'Espagne   | Telmo Zarra         | 1940–1955 | 251  | 278         | 0,90  |
| 4    | Drapeau de la France   | Karim Benzema       | 2009–2023 | 238  | 439         | 0,54  |
| 5    | Drapeau du Mexique     | Hugo Sánchez        | 1981–1994 | 234  | 347         | 0,67  |
| 6    | Drapeau de l'Espagne   | Raúl                | 1994–2010 | 228  | 550         | 0,41  |
| 7    | Drapeau de l'Argentine | Alfredo Di Stéfano  | 1953–1966 | 227  | 329         | 0,69  |
| 8    | Drapeau de l'Espagne   | César Rodríguez     | 1939–1955 | 223  | 353         | 0,63  |
| 9    | Drapeau de l'Espagne   | Quini               | 1970–1987 | 219  | 448         | 0,49  |
| 10   | Drapeau de l'Espagne   | Pahiño              | 1943–1956 | 210  | 278         | 0,76  |
| 11   | Drapeau de l'Espagne   | Edmundo Suárez      | 1939–1950 | 195  | 231         | 0,84  |
| 11   | Drapeau de la France   | Antoine Griezmann   | 2010-     | 195  | 546         | 0.36  |
| 13   | Drapeau de l'Espagne   | Santillana          | 1970–1988 | 186  | 461         | 0,40  |
| 14   | Drapeau de l'Espagne   | David Villa         | 2003–2014 | 185  | 352         | 0,53  |
| 15   | Drapeau de l'Espagne   | Juan Arza           | 1943–1959 | 182  | 349         | 0,52  |
| 16   | Drapeau de l'Uruguay   | Luis Suárez (1987)  | 2014-2022 | 179  | 258         | 0,72  |
| 17   | Drapeau de l'Espagne   | Guillermo Gorostiza | 1929–1945 | 178  | 256         | 0,70  |
| 18   | Drapeau du Cameroun    | Samuel Eto'o        | 1998–2009 | 162  | 280         | 0,58  |
| 19   | Drapeau de l'Espagne   | Luis Aragonés       | 1960–1974 | 160  | 360         | 0,44  |
| 19   | Drapeau de l'Espagne   | Iago Aspas          | 2012-     | 160  | 371         | 0,43  |

#### Plus de hat-tricks en Liga (au moins 10)
Les joueurs en gras sont toujours actifs (mis à jour le 22 janvier 2020)
| Rang | Nat                    | Nom                | Hat-tricks |
| ---- | ---------------------- | ------------------ | ---------- |
| 1    | Drapeau de l'Argentine | Lionel Messi       | 36         |
| 2    | Drapeau du Portugal    | Cristiano Ronaldo  | 34         |
| 3    | Drapeau de l'Argentine | Alfredo Di Stéfano | 22         |
| 3    | Drapeau de l'Espagne   | Telmo Zarra        | 22         |
| 5    | Drapeau de l'Espagne   | Edmundo Suárez     | 19         |
| 6    | Drapeau de l'Espagne   | César Rodríguez    | 16         |
| 7    | Drapeau de l'Espagne   | Isidro Lángara     | 13         |
| 8    | Drapeau de la Hongrie  | Ferenc Puskás      | 12         |
| 9    | Drapeau de la Hongrie  | László Kubala      | 11         |
| 9    | Drapeau de l'Espagne   | Manuel Badenes     | 11         |
| 9    | Drapeau de l'Espagne   | Pahiño             | 11         |
| 12   | Drapeau de l'Espagne   | Quini              | 10         |

#### Plus de buts en Liga en une saison (au moins 30 buts)
| Rang | Nat                    | Nom                | Saison    | Club              | Goals | Matches | Buts par matches |
| ---- | ---------------------- | ------------------ | --------- | ----------------- | ----- | ------- | ---------------- |
| 1    | Drapeau de l'Argentine | Lionel Messi       | 2011–2012 | Barcelona         | 50    | 37      | 1,351            |
| 2    | Drapeau du Portugal    | Cristiano Ronaldo  | 2014–2015 | Real Madrid       | 48    | 35      | 1,371            |
| 3    | Drapeau de l'Argentine | Lionel Messi       | 2012–2013 | Barcelona         | 46    | 32      | 1,438            |
| 3    | Drapeau du Portugal    | Cristiano Ronaldo  | 2011–2012 | Real Madrid       | 46    | 38      | 1,211            |
| 5    | Drapeau de l'Argentine | Lionel Messi       | 2014–2015 | Barcelona         | 43    | 38      | 1,132            |
| 6    | Drapeau du Portugal    | Cristiano Ronaldo  | 2010–2011 | Real Madrid       | 40    | 34      | 1,177            |
| 6    | Drapeau de l'Uruguay   | Luis Suárez        | 2015–2016 | Barcelona         | 40    | 35      | 1,142            |
| 8    | Drapeau de l'Espagne   | Telmo Zarra        | 1950–1951 | Athletic Bilbao   | 38    | 30      | 1,266            |
| 8    | Drapeau du Mexique     | Hugo Sánchez       | 1989–1990 | Real Madrid       | 38    | 35      | 1,086            |
| 10   | Drapeau de l'Argentine | Lionel Messi       | 2016–2017 | Barcelona         | 37    | 34      | 1,088            |
| 11   | Drapeau de l'Argentine | Lionel Messi       | 2018–2019 | Barcelona         | 36    | 34      | 1.058            |
| 12   | Drapeau du Brésil      | Baltazar           | 1988–1989 | Atlético Madrid   | 35    | 36      | 0,972            |
| 12   | Drapeau du Portugal    | Cristiano Ronaldo  | 2015–2016 | Real Madrid       | 35    | 36      | 0,972            |
| 14   | Drapeau du Portugal    | Cristiano Ronaldo  | 2012–2013 | Real Madrid       | 34    | 34      | 1,000            |
| 14   | Drapeau de l'Argentine | Lionel Messi       | 2009–2010 | Barcelona         | 34    | 35      | 0,971            |
| 14   | Drapeau de l'Argentine | Lionel Messi       | 2017–2018 | Barcelona         | 34    | 36      | 0.9444           |
| 14   | Drapeau du Brésil      | Ronaldo            | 1996–1997 | Barcelona         | 34    | 37      | 0,919            |
| 14   | Drapeau du Mexique     | Hugo Sánchez       | 1986–1987 | Real Madrid       | 34    | 41      | 0,829            |
| 19   | Drapeau de l'Espagne   | Pruden             | 1940–1941 | Atlético Aviación | 33    | 22      | 1,500            |
| 19   | Drapeau de l'Espagne   | Telmo Zarra        | 1946–1947 | Athletic Bilbao   | 33    | 24      | 1,375            |
| 19   | Drapeau de l'Autriche  | Toni Polster       | 1989–1990 | Sevilla           | 33    | 35      | 0,943            |
| 22   | Drapeau de l'Uruguay   | Diego Forlán       | 2008–2009 | Atlético Madrid   | 32    | 33      | 0,970            |
| 23   | Drapeau de l'Argentine | Alfredo Di Stéfano | 1956–1957 | Real Madrid       | 31    | 30      | 1,033            |
| 23   | Drapeau du Portugal    | Cristiano Ronaldo  | 2013–2014 | Real Madrid       | 31    | 30      | 1,033            |
| 23   | Drapeau de l'Argentine | Lionel Messi       | 2010–2011 | Barcelona         | 31    | 33      | 0,939            |
| 23   | Drapeau de l'Espagne   | Juan Antonio Pizzi | 1995–1996 | Tenerife          | 31    | 41      | 0,756            |
| 27   | Drapeau de l'Espagne   | Mariano Martín     | 1942–1943 | Barcelona         | 30    | 23      | 1,304            |
| 27   | Drapeau du Brésil      | Romário            | 1993–1994 | Barcelona         | 30    | 33      | 0,909            |
| 27   | Drapeau de l'Argentine | Lionel Messi       | 2020–2021 | Barcelona         | 30    | 35      | 0.8571           |
| 27   | Drapeau du Cameroun    | Samuel Eto'o       | 2008–2009 | Barcelona         | 30    | 36      | 0,833            |

#### Plus de buts en une saison, toutes compétitions confondues
| Rang | Nat                    | Nom                | Saison    | Club            | Buts | Matchs | Buts par matchs |
| ---- | ---------------------- | ------------------ | --------- | --------------- | ---- | ------ | --------------- |
| 1    | Drapeau de l'Argentine | Lionel Messi       | 2011–2012 | Barcelona       | 73   | 60     | 1,217           |
| 2    | Drapeau du Portugal    | Cristiano Ronaldo  | 2014–2015 | Real Madrid     | 61   | 54     | 1,130           |
| 3    | Drapeau de l'Argentine | Lionel Messi       | 2012–2013 | Barcelona       | 60   | 50     | 1,200           |
| 3    | Drapeau du Portugal    | Cristiano Ronaldo  | 2011–2012 | Real Madrid     | 60   | 55     | 1,091           |
| 5    | Drapeau de l'Uruguay   | Luis Suárez        | 2015–2016 | Barcelona       | 59   | 53     | 1,113           |
| 6    | Drapeau de l'Argentine | Lionel Messi       | 2014–2015 | Barcelona       | 58   | 57     | 1,018           |
| 7    | Drapeau du Portugal    | Cristiano Ronaldo  | 2012–2013 | Real Madrid     | 55   | 55     | 1,000           |
| 8    | Drapeau de l'Argentine | Lionel Messi       | 2016–2017 | Barcelona       | 54   | 51     | 1.038           |
| 9    | Drapeau du Portugal    | Cristiano Ronaldo  | 2010–2011 | Real Madrid     | 53   | 54     | 0,981           |
| 9    | Drapeau de l'Argentine | Lionel Messi       | 2010–2011 | Barcelona       | 53   | 55     | 0,964           |
| 11   | Drapeau du Portugal    | Cristiano Ronaldo  | 2013–2014 | Real Madrid     | 51   | 47     | 1,085           |
| 11   | Drapeau du Portugal    | Cristiano Ronaldo  | 2015–2016 | Real Madrid     | 51   | 48     | 1,063           |
| 11   | Drapeau de l'Argentine | Lionel Messi       | 2018–2019 | Barcelona       | 51   | 50     | 1.020           |
| 14   | Drapeau de la Hongrie  | Ferenc Puskás      | 1959–1960 | Real Madrid     | 47   | 38     | 1,237           |
| 14   | Drapeau du Brésil      | Ronaldo            | 1996–1997 | Barcelona       | 47   | 49     | 0,964           |
| 14   | Drapeau de l'Argentine | Lionel Messi       | 2009–2010 | Barcelona       | 47   | 53     | 0,887           |
| 17   | Drapeau de l'Espagne   | Telmo Zarra        | 1950–1951 | Athletic Bilbao | 46   | 36     | 1,278           |
| 18   | Drapeau de l'Argentine | Lionel Messi       | 2017–2018 | Barcelona       | 45   | 54     | 0.833           |
| 19   | Drapeau du Portugal    | Cristiano Ronaldo  | 2017–2018 | Real Madrid     | 44   | 44     | 1.000           |
| 19   | Drapeau de la France   | Karim Benzema      | 2021-2022 | Real Madrid     | 44   | 46     | 0,95            |
| 21   | Drapeau de l'Argentine | Alfredo Di Stéfano | 1956–1957 | Real Madrid     | 43   | 43     | 1,000           |
| 22   | Drapeau de l'Espagne   | Mariano Martín     | 1942–1943 | Barcelona       | 42   | 31     | 1,355           |
| 22   | Drapeau de la Hongrie  | Ferenc Puskás      | 1960–1961 | Real Madrid     | 42   | 39     | 1,077           |
| 22   | Drapeau du Mexique     | Hugo Sánchez       | 1989–1990 | Real Madrid     | 42   | 45     | 0,933           |
| 22   | Drapeau du Portugal    | Cristiano Ronaldo  | 2016–2017 | Real Madrid     | 42   | 46     | 0,913           |
| 22   | Drapeau du Brésil      | Baltazar           | 1988–1989 | Atlético Madrid | 42   | 46     | 0,913           |
| 27   | Drapeau de l'Argentine | Lionel Messi       | 2013–2014 | Barcelona       | 41   | 46     | 0,891           |
| 27   | Drapeau de l'Argentine | Lionel Messi       | 2015–2016 | Barcelona       | 41   | 49     | 0,836           |
| 27   | Drapeau du Mexique     | Hugo Sánchez       | 1986–1987 | Real Madrid     | 41   | 54     | 0,759           |
| 30   | Drapeau de la Hongrie  | Ferenc Puskás      | 1961–1962 | Real Madrid     | 40   | 40     | 1,000           |

### Gardien de but
Top 5 des plus longs cleans-sheets (Liga seulement)
| Rang | Nat                    | Nom                  | Saison              | Club                       | Minutes |
| ---- | ---------------------- | -------------------- | ------------------- | -------------------------- | ------- |
| 1    | Drapeau de l'Espagne   | Abel Resino          | 1990-1991           | Atlético De Madrid         | 1275    |
| 2    | Drapeau de l'Espagne   | Miguel Reina         | 1972-1973           | Barcelone                  | 824     |
| 3    | Drapeau de l'Argentine | Edgardo Madinabeytia | 1965-1966           | Atlético De Madrid         | 793     |
| 4    | Drapeau du Chili       | Claudio Bravo        | 2013-2014 à 2014-15 | Real Sociedad et Barcelone | 776     |
| 5    | Drapeau de l'Espagne   | Luis Arconada        | 1979-1980           | Real Sociedad              | 753     |

### Plus de caps
Top 10 des joueurs les plus capés en Liga en date du 30 mars 2025
Les joueurs en gras sont toujours actifs
| Rang | Nat                    | Nom                | Années    | Caps | Buts |
| ---- | ---------------------- | ------------------ | --------- | ---- | ---- |
| 1    | Drapeau de l'Espagne   | Andoni Zubizarreta | 1981–1998 | 622  | 0    |
| 2    | Drapeau de l'Espagne   | Joaquín            | 2001-2023 | 622  | 76   |
| 3    | Drapeau de l'Espagne   | Raúl García        | 2004-2024 | 609  | 113  |
| 4    | Drapeau de l'Espagne   | Raúl               | 1994–2010 | 550  | 228  |
| 5    | Drapeau de l'Espagne   | Eusebio Sacristán  | 1983–2002 | 543  | 36   |
| 6    | Drapeau de l'Espagne   | Francisco Buyo     | 1980–1997 | 542  | 0    |
| 7    | Drapeau de l'Espagne   | Sergio Ramos       | 2003-2024 | 536  | 83   |
| 8    | Drapeau de l'Espagne   | Manolo Sanchís     | 1983–2001 | 523  | 32   |
| 9    |                        | Antoine Griezmann  | 2010-     | 521  | 198  |
| 10   | Drapeau de l'Argentine | Lionel Messi       | 2004-2021 | 520  | 474  |

### Entraîneurs
Entraîneurs avec le plus de matchs gérés
Les entraîneurs en gras sont toujours actifs en Liga
| Rang | Nat                       | Nom                    | Années    | Apps |
| ---- | ------------------------- | ---------------------- | --------- | ---- |
| 1    | Drapeau de l'Espagne      | Luis Aragonés          | 1974–2004 | 756  |
| 2    | Drapeau de l'Espagne      | Javier Irureta         | 1988–2008 | 612  |
| 3    | Drapeau de l'Espagne      | Miguel Muñoz           | 1958–1982 | 608  |
| 4    | Drapeau de l'Espagne      | Víctor Fernández       | 1990–2015 | 544  |
| 5    | Drapeau de l'Espagne      | Javier Clemente        | 1981–2012 | 511  |
| 6    | Drapeau de l'Espagne      | Joaquín Caparrós       | 1999–2015 | 510  |
| 7    | Drapeau de la Slovaquie   | Ferdinand Daučík       | 1950–1971 | 488  |
| 8    | Drapeau du pays de Galles | John Toshack           | 1985–2004 | 480  |
| 9    | Drapeau de l'Espagne      | Ernesto Valverde       | 2003–     | 465  |
| 10   | Drapeau de la France      | Marcel Domingo         | 1958–1984 | 455  |
| 11   | Drapeau de l'Espagne      | José Luis Mendilibar   | 2005–     | 448  |
| 12   | Drapeau du Chili          | Manuel Pellegrini      | 2004–     | 430  |
| 13   | Drapeau de l'Argentine    | Diego Simeone          | 2011–     | 424  |
| 14   | Drapeau de l'Espagne      | Ricardo Zamora         | 1939–1962 | 417  |
| 14   | Drapeau de l'Espagne      | Miguel Ángel Lotina    | 1992–2012 | 417  |
| 16   | Drapeau de l'Espagne      | José María Maguregui   | 1973–1990 | 415  |
| 17   | Drapeau de l'Espagne      | Lorenzo Serra Ferrer   | 1983–2006 | 413  |
| 18   | Drapeau du Mexique        | Javier Aguirre         | 2002–     | 412  |
| 19   | Drapeau de l'Espagne      | Gregorio Manzano       | 1999–2013 | 411  |
| 20   | Drapeau de l'Espagne      | Unai Emery             | 2007–2022 | 410  |
| 21   | Drapeau de la Serbie      | Radomir Antić          | 1988–2004 | 409  |
| 22   | Drapeau de l'Espagne      | Luis Cid Carriega      | 1970–1986 | 397  |
| 23   | Drapeau de l'Espagne      | José Manuel Díaz Novoa | 1979–1998 | 394  |
| 24   | Drapeau de l'Espagne      | Antonio Barrios        | 1949–1972 | 380  |
| 25   | Drapeau de l'Espagne      | Pasieguito             | 1963–1982 | 380  |
| 26   | Drapeau de l'Espagne      | Marcelino              | 2006–     | 379  |
| 27   | Drapeau de l'Espagne      | Arsenio Iglesias       | 1971–1996 | 363  |
| 28   | Drapeau de l'Argentine    | Helenio Herrera        | 1948–1981 | 358  |
| 29   | Drapeau de l'Espagne      | Fernando Vázquez       | 1995–2013 | 357  |
| 30   | Drapeau de l'Argentine    | Roque Olsen            | 1962–1989 | 345  |

## Coupe du Roi
- Plus de victoires : 31, FC Barcelone (1910, 1912, 1913, 1920, 1922, 1925, 1926, 1928, 1942, 1951, 1952, 1953, 1957, 1959, 1963, 1968, 1971, 1978, 1981, 1983, 1988, 1990, 1997, 1998, 2009, 2012, 2015, 2016, 2017, 2018, 2021) [98]
- Plus de victoires consécutives : 4,
  - Athletic Bilbao (1930, 1931, 1932, 1933)
  - FC Barcelone (2015, 2016, 2017, 2018)
- Plus de finales disputées : 42, FC Barcelone
- Plus de finales sans gagner : 4, Celta Vigo (1908, 1948, 1994, 2001)
- Plus de finales sans perdre : 2, Deportivo (1995, 2002)
- Plus large victoire en finale :
  - Athletic Bilbao 5–0 Espanyol (1915)[99]
  - FC Barcelone 5–0 Séville FC (2018)
  - Real Madrid 6–1 Castilla (1980)[100]
- Plus de buts dans une finale : 8, Sevilla 6–2 Racing de Ferrol (1939)[101]
- Plus de buts marqués en finale malgré une défaite : 3 :
  - Athletic Bilbao perd 4–3 contre Barcelona en 1942[102]
  - Valencia perd 4–3 contre Barcelona en 1971[103]
- Plus de matchs consécutifs gagnés : 19, Athletic Bilbao (du 6 avril 1930 au 30 avril 1934)[104]
- Plus grande victoire à domicile : Real Murcia 14 – 0 Cieza Promesas (Premier Tour, 10 September 1991–1992) [105]
- Plus large victoire à l'extérieur : CD Don Benito 0 – 13 Celta Vigo (Premier Tour, 10 avril 1932)
- Plus large victoire : Celta Vigo 22 - 0 Don Benito (Premier Tour, 1932)
- Plus longue séance de tirs au but : 28  :
  - Real Ávila 12 – 13 Real Burgos (1986–1987)[106]
  - Córdoba 12 – 13 Deportivo (2012–2013)

### Meilleurs buteurs de Coupe du Roi
| Rang | Nom                 | Nat.                                         | Pos.A | Goals     | Total                              | Total |
| ---- | ------------------- | -------------------------------------------- | ----- | --------- | ---------------------------------- | ----- |
| 1    | Telmo Zarra         | Drapeau de l'Espagne                         | FW    | 1939–1957 | 81 Athletic Bilbao                 | 81    |
| 2    | Josep Samitier      | Drapeau de l'Espagne                         | MF    | 1919–1934 | 64 Barcelona + 5 Real Madrid       | 69    |
| 3    | Guillermo Gorostiza | Drapeau de l'Espagne                         | FW    | 1929–1946 | 37 Athletic Bilbao + 25 Valencia   | 62    |
| 4    | Lionel Messi        | Drapeau de l'Argentine                       | FW    | 2004-     | 56 Barcelona                       | 56    |
| 5    | Quini               | Drapeau de l'Espagne                         | FW    | 1968–1987 | 38 Sporting Gijón + 17 Barcelona   | 55    |
| 6    | Edmundo Suárez      | Drapeau de l'Espagne                         | FW    | 1939–1950 | 52 Valencia                        | 52    |
| 7    | Ferenc Puskás       | Drapeau de la Hongrie · Drapeau de l'Espagne | FW    | 1958–1962 | 49 Real Madrid                     | 49    |
| 8    | László Kubala       | Drapeau de la Hongrie · Drapeau de l'Espagne | FW    | 1951–1965 | 49 Barcelona                       | 49    |
| 9    | Santillana          | Drapeau de l'Espagne                         | FW    | 1970–1988 | 48 Real Madrid                     | 48    |
| 10   | César Rodríguez     | Drapeau de l'Espagne                         | FW    | 1939–1960 | 3 Granada + 36 Barcelona + 8 Elche | 47    |
| 11   | Ramón Polo          | Drapeau de l'Espagne                         | FW    | 1923–1935 | 45 Celta Vigo                      | 45    |

### Records individuels
- Le plus de titres en Coupe : 7, Piru Gaínza (Athletic Bilbao) et Lionel Messi (FC Barcelone)
- Le plus grand nombre d'apparitions : 104, Andoni Zubizarreta (Athletic Bilbao), (FC Barcelone) et (Valencia CF)
- Le plus grand nombre d'apparitions pour un club : 99, Agustín Gaínza (Athletic Bilbao)[114]
- Le plus grand nombre d'apparitions en finale : 10, Lionel Messi (FC Barcelone) (2009, 2011, 2012, 2014, 2015, 2016, 2017, 2018, 2019, 2021)
- Le plus de buts marqués : 81, Telmo Zarra (Athletic Bilbao)[115]
- Le plus de buts marqués dans un match : 8, Piru Gaínza (Athletic Bilbao) 12-1 contre le Celta Vigo 18 mai 1947[116]
- Le plus de buts marqués en une saison : 21, Josep Samitier (Barcelone) 1928[117],[118]
- Le plus de buts marqués en une finale : 4, Telmo Zarra (Athletic Bilbao) 1950
- Le plus de buts marqués en finale : 9, Lionel Messi (FC Barcelone)
- Le plus de finales en ayant marqué un but : 7, Lionel Messi (avec le FC Barcelone en 2009, 2012, 2015, 2017, 2018, 2019 et 2021)[119].
- Le plus de finales consécutives en ayant marqué un but : 4, Telmo Zarra (Athletic Bilbao) (1942, 1943, 1944, 1945) et Lionel Messi (FC Barcelone) (2017, 2018, 2019, 2021)

## Palmarès des clubs depuis 1903
Le tableau suivant comprend officielle espagnole, européenne et dans le monde des compétitions organisées respectivement par la RFEF, l'UEFA et la FIFA depuis 1903,,,.

### Légende
| Compétitions nationales  | Compétitions nationales |
| ------------------------ | --- |
| L                        | La Liga |
| CR                       | Coupe du Roi |
| SCE                      | Supercoupe d'Espagne |
| CED                      | Coupe Eva Duarte (disparue) |
| CLI                      | Coupe de la Ligue (disparue) |
| Compétitions européennes | |
| LDC                      | Ligue des Champions, anciennement Coupe des Clubs Européens Champions |
| CVC                      | Coupe des Vainqueurs de Coupe (disparue) |
| LE                       | Ligue Europa, anciennement Coupe de l'UEFA |
| CL                       | Coupe Latine (disparue) (Pas organisé par l'UEFA, mais non reconnue par la FIFA |
| CVF                      | Coupe des Villes de Foires (disparue) (Pas organisé par l'UEFA, mais reconnu comme le titre officieux de prédécesseur à la Ligue Europa et reconnu par la FIFA comme l'un des principaux trophées.) |
| SCEU                     | Super Coupe d'Europe |
| CI                       | Coupe Intertoto (disparue) |
| Compétitions mondiales   | |
| CDMC                     | Coupe du Monde des clubs |
| CCUC                     | Club Challenge UEFA-CONMEBOL (Organisée par l'UEFA et de la CONMEBOL) |
| CIN                      | Coupe intercontinentale (disparue) (avant CDMC) (Organisée par l'UEFA et de la CONMEBOL) |

### Palmarès
Le tableau ci-dessous détaille le palmarès des clubs espagnols.
| Equipe          | Titres nationaux | Titres nationaux | Titres nationaux | Titres nationaux | Titres nationaux | Titres nationaux | Titres européens/Titres mondiaux | Titres européens/Titres mondiaux | Titres européens/Titres mondiaux | Titres européens/Titres mondiaux | Titres européens/Titres mondiaux | Titres européens/Titres mondiaux | Titres européens/Titres mondiaux | Titres européens/Titres mondiaux | Titres européens/Titres mondiaux | Titres européens/Titres mondiaux | Titres européens/Titres mondiaux | Total |
| Equipe          | L                | CR               | SCE              | CED              | CLI              | Total            | LDC                              | CVC                              | LE                               | CL                               | CVF                              | SCEU                             | CI                               | CDMC                             | CIN                              | CCUC                             | Total                            | Total |
| --------------- | ---------------- | ---------------- | ---------------- | ---------------- | ---------------- | ---------------- | -------------------------------- | -------------------------------- | -------------------------------- | -------------------------------- | -------------------------------- | -------------------------------- | -------------------------------- | -------------------------------- | -------------------------------- | -------------------------------- | -------------------------------- | ----- |
| Real Madrid     | 36               | 20               | 12               | 1                | 1                | 70               | 14                               | 0                                | 2                                | 2                                | 0                                | 5                                | 0                                | 5                                | 3                                | 0                                | 31                               | 100   |
| Barcelone       | 27               | 31               | 14               | 3                | 2                | 74               | 5                                | 4                                | 0                                | 2                                | 3                                | 5                                | 0                                | 3                                | 0                                | 0                                | 22                               | 96    |
| Athletic Bilbao | 8                | 23               | 3                | 1                |                  | 35               |                                  |                                  |                                  |                                  |                                  |                                  |                                  |                                  |                                  |                                  | 0                                | 35    |
| Atlético Madrid | 11               | 10               | 2                | 1                |                  | 24               |                                  | 1                                | 3                                |                                  |                                  | 3                                |                                  |                                  | 1                                |                                  | 8                                | 32    |
| Valencia        | 6                | 8                | 1                | 1                |                  | 16               |                                  | 1                                | 1                                |                                  | 2                                | 2                                | 1                                |                                  |                                  |                                  | 7                                | 23    |
| Sevilla         | 1                | 5                | 1                |                  |                  | 7                |                                  |                                  | 7                                |                                  |                                  | 1                                |                                  |                                  |                                  | 1                                | 9                                | 16    |
| Real Zaragoza   |                  | 6                | 1                |                  |                  | 7                |                                  | 1                                |                                  |                                  | 1                                |                                  |                                  |                                  |                                  |                                  | 2                                | 9     |
| Real Sociedad   | 2                | 3                | 1                |                  |                  | 6                |                                  |                                  |                                  |                                  |                                  |                                  |                                  |                                  |                                  |                                  | 0                                | 6     |
| Deportivo       | 1                | 2                | 3                |                  |                  | 6                |                                  |                                  |                                  |                                  |                                  |                                  |                                  |                                  |                                  |                                  | 0                                | 6     |
| Real Betis      | 1                | 3                |                  |                  |                  | 4                |                                  |                                  |                                  |                                  |                                  |                                  |                                  |                                  |                                  |                                  | 0                                | 4     |
| Espanyol        |                  | 4                |                  |                  |                  | 4                |                                  |                                  |                                  |                                  |                                  |                                  |                                  |                                  |                                  |                                  | 0                                | 4     |
| Real Unión      |                  | 4                |                  |                  |                  | 4                |                                  |                                  |                                  |                                  |                                  |                                  |                                  |                                  |                                  |                                  | 0                                | 4     |
| Villarreal      |                  |                  |                  |                  |                  | 0                |                                  |                                  | 1                                |                                  |                                  |                                  | 2                                |                                  |                                  |                                  | 3                                | 3     |
| Mallorca        |                  | 1                | 1                |                  |                  | 2                |                                  |                                  |                                  |                                  |                                  |                                  |                                  |                                  |                                  |                                  | 0                                | 2     |
| Arenas Club     |                  | 1                |                  |                  |                  | 1                |                                  |                                  |                                  |                                  |                                  |                                  |                                  |                                  |                                  |                                  | 0                                | 1     |
| Club Bizcaya    |                  | 1                |                  |                  |                  | 1                |                                  |                                  |                                  |                                  |                                  |                                  |                                  |                                  |                                  |                                  | 0                                | 1     |
| Valladolid      |                  |                  |                  |                  | 1                | 1                |                                  |                                  |                                  |                                  |                                  |                                  |                                  |                                  |                                  |                                  | 0                                | 1     |
| Celta Vigo      |                  |                  |                  |                  |                  | 0                |                                  |                                  |                                  |                                  |                                  |                                  | 1                                |                                  |                                  |                                  | 1                                | 1     |
| Málaga          |                  |                  |                  |                  |                  | 0                |                                  |                                  |                                  |                                  |                                  |                                  | 1                                |                                  |                                  |                                  | 1                                | 1     |